# Sébastien Ier
Pour les articles homonymes, voir Sébastien.
Sébastien Ier (Dom Sebastião) né à Lisbonne le 20 janvier 1554, jour de la Saint-Sébastien (d’où son prénom),, et mort à la bataille des Trois Rois, à Ksar El Kébir, au Maroc le 4 août 1578 est le seizième roi de Portugal du 11 juin 1557 jusqu'à sa mort. Il est l’avant-dernier monarque de la maison d'Aviz.

## Biographie

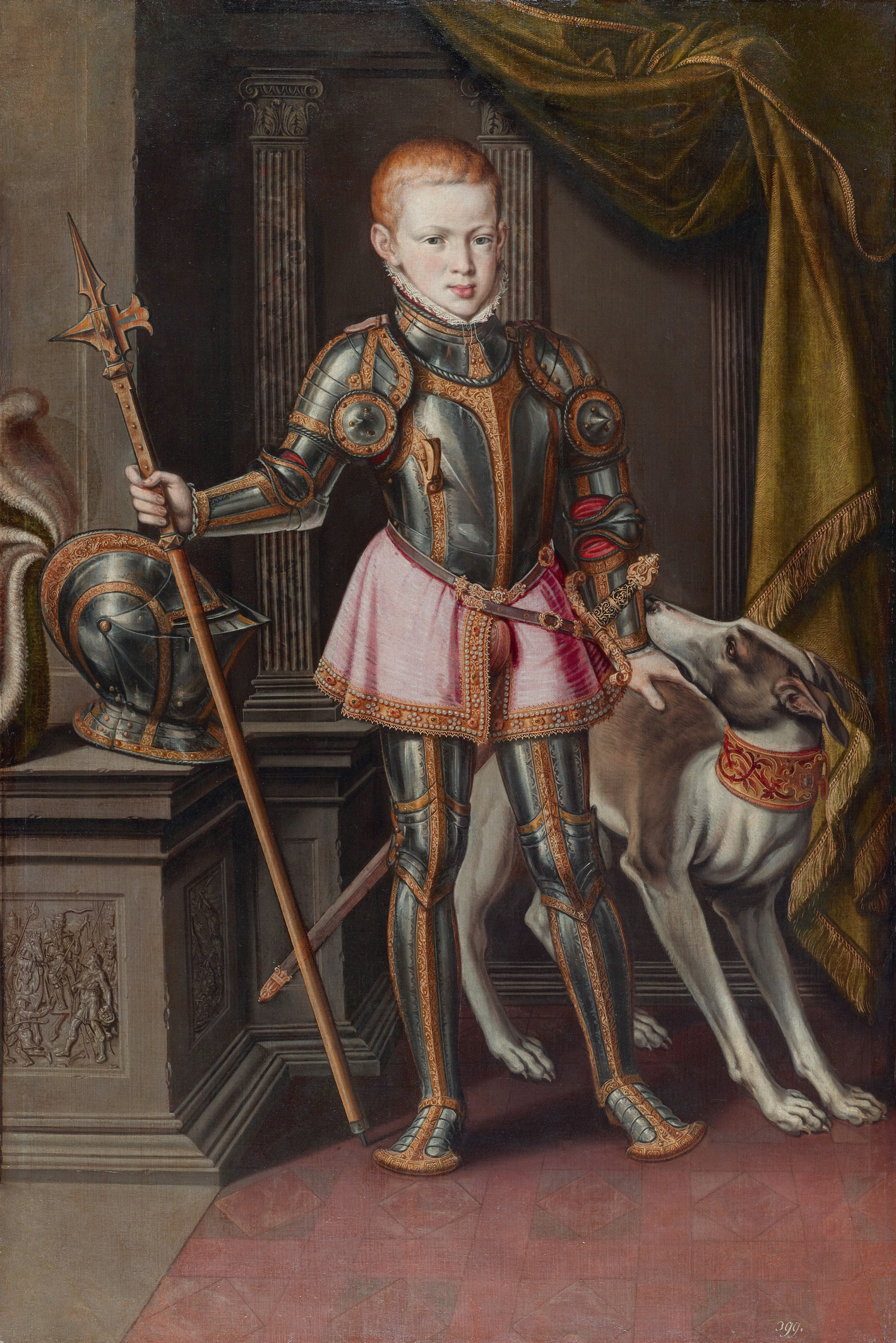
Sébastien, roi de Portugal, en 1562.

### La régence
Fils du prince héritier Jean-Manuel et de l'infante Jeanne d'Autriche, il naît dix-huit jours après le décès de son père. À trois ans, il succède à son grand-père Jean III. Sa mère Jeanne étant rentrée en Autriche peu après la mort de son mari, la régence est menée par sa grand-mère espagnole Catherine de Castille de 1557 à 1562. Très populaire, elle se démet toutefois du pouvoir au bout de cinq ans, et le transmet au grand-oncle du roi, le cardinal Henri de Portugal de 1562 à 1568,. Le jeune roi reçoit l'enseignement des jésuites et des dominicains. Il est soumis à l'influence de son confesseur, Luis Gonçalves de Camara, et du frère de celui-ci, Martim, qui sera à la majorité ministre principal de Sébastien, faveur qu'il gardera jusqu'en 1576.
L'époque de la régence correspond à l'expansion coloniale portugaise en Angola, au Mozambique, à Malacca et l'annexion en 1557 de Macao. Au niveau législatif, la plus grande partie de la régence est consacrée au développement des affaires de l'Église : nouveaux évêchés en métropole et en outre-mer, renforcement de l'Inquisition et extension de son pouvoir jusqu'aux colonies indiennes, ratification et application des décisions du concile de Trente, établissement d'une nouvelle université à Évora (1559) dont l'enseignement est confié à la Compagnie de Jésus. L'érection de la cathédrale Sainte-Catherine de Goa est commencée en 1562 pour célébrer la conquête de la ville par Afonso de Albuquerque en 1510.
En échange de cette soumission à l'Église, les régents obtiennent des bulles pontificales qui obligent le clergé portugais à soutenir la défense des colonies et du territoire métropolitain.

### Au pouvoir
Dès sa majorité en 1568, Sébastien prend en main le pouvoir. Malgré quelques négociations en vue d'épouser l'archiduchesse Élisabeth d'Autriche, soeur de la reine d'Espagne, le roi ne se mariera pas. “Roi vierge” et “roi chevalier”, dom Sébastien s'intéresse aussi bien au gouvernement qu'aux plans de conquêtes visant l'Afrique du Nord, afin de propager la foi chrétienne. Pour De Oliveira Marques, il est « malade de corps et d'esprit » ; pour d'Antas, il est « en proie à une continuelle surexcitation de corps et d'esprit ». Religieux, austère, chaste mais d'un caractère violent, emporté, voire despotique ; passionné par tous les exercices du corps, tels la chasse ou la joute, il est également fort belliqueux, trait dans lequel le confortent ses courtisans. S'il laisse encore au début de son règne des bribes de pouvoir à sa grand-mère, il finit par se passer de ses conseils, et se lance avec ses favoris dans la construction d'un Empire. Pour ce faire, il exige de l'Église les fonds nécessaires, et lève des impôts supplémentaires pour prélever sur la population ce que le clergé ne peut débourser. Le financement n'étant toujours pas suffisant, Sébastien est obligé de faire des emprunts, et doit en échange accorder certains bénéfices, comme le monopole de la vente d'épices pour une durée limitée. Le roi échange également des fonds aux nouveaux convertis contre la promesse papale de ne pas confisquer les biens des condamnés de l'Inquisition,. Il s'arma chevalier à Sagres en soulevant l'énorme épée d'Alphonse Ier de Portugal[réf. nécessaire].

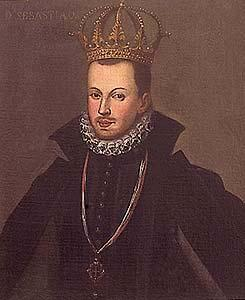
Sébastien roi.

Durant cette période, et jusqu'à la fin du règne de Sébastien, le gouvernement intérieur du Portugal est en proie aux luttes d'influence entre la reine-mère Catherine et ses opposants. Une loi somptuaire est promulguée en 1570, soutenue par le clergé qui y voit le respect des commandements de l'Église : cette loi définit notamment les viandes permises ou interdites, comment dépenser son argent, proscrivant la majeure partie des importations tout en oubliant de préciser ce qui était luxe et ce qui ne l'était pas. Mais le roi s'intéresse de toute façon trop peu à la situation intérieure de son pays : passer en Afrique se couvrir de gloire est son seul souci. Jean III avait abandonné certaines conquêtes africaines pour reconcentrer l'effort colonisateur portugais sur l'Inde, mais Sébastien compte bien cueillir des lauriers là où son grand-père avait renoncé, et étendre encore le Maroc portugais.

### L'Afrique

#### Préparatifs et alliances
Ayant organisé un corps d'infanterie d'élite en 1571, Sébastien souhaite l'exercer sur le champ de bataille. En 1574, il se rend donc au Maroc durant trois mois, afin d'affronter les Maures. Mais son armée, peu nombreuse, ne peut que lancer quelques escarmouches sans lendemain. À son retour, il prépare une nouvelle expédition contre les Maures. Dans ce but, il promet son aide à Mulay Muhammad Al-Mutawakkil, Sultan du Maroc détrôné en 1575 par son oncle Mulay 'Abd al-Malik qui avait le soutien du sultan ottoman Mourad III. Toujours prêt à franchir le détroit, Sébastien tente une nouvelle fois d'intéresser Philippe II à son expédition. Son émissaire à la cour espagnole négocie également un mariage avec la fille (aînée selon quelques historiens). Le roi d'Espagne accepte de prêter des galères et des hommes, mais ne croit guère en la réussite du projet, tout comme le puissant duc d'Albe, favori de Philippe. Toutefois, Philippe reçoit Sébastien à Guadalupe à la Noël 1576, et accepte l'intervention du Portugal en Afrique, sous conditions que l'expédition se déroule courant 1577, et n'aille pas  plus loin que Larache. Mais Philippe abandonne le roi de Portugal face aux Marocains, sans doute en partie à cause de la reprise des hostilités en Flandres, et en partie également à cause du manque de préparatifs du côté portugais.
Malgré l'opposition de Juan de Mascarenhas, général portugais, suivie des conseils de prudence de Catherine d'Autriche, l'offensive tant souhaitée est préparée pour l'été 1578. Le pape accorde apparemment au roi de Portugal une bulle de croisade. Le roi d'Espagne renouvelle encore plusieurs fois ses conseils de prudence (notamment à l'occasion des condoléances offertes après la mort de Catherine, en février 1578), même si certains chroniqueurs avancent que l'Espagne avait beaucoup à gagner quel que soit le résultat de l'aventure africaine. De même, de Tanger, Mulay Muhammad exhorte le souverain à ne pas se mettre à la tête de l'expédition, par crainte, dit-il, que les Maures croient que les Portugais viennent soumettre le pays (ce qui est sans doute le plan de Sébastien). Mais en 1577, la ville d'Arzila, tenue par un partisan d'Al-Mutawakkil, se soumet au gouverneur portugais de Tanger, plutôt qu'aux forces d'Abd al-Malik. Cette « victoire » attise la hâte du roi de Portugal de passer en Afrique à la tête de ses troupes.
Le corps expéditionnaire ne constitue alors qu'une armée faible, indisciplinée et inorganisée. Outre les forces portugaises, des mercenaires « allemands » (en fait flamands, envoyés par Guillaume de Nassau), italiens (devant être envoyés par le Grand-duc de Toscane, et finalement subtilisés au pape) et castillans (enrôlés directement par Sébastien) accompagnent l'expédition : en tout 15 500 fantassins, plus de 1 500 cavaliers et quelques centaines de surnuméraires embarquent à Lisbonne le 17 juin 1578 (ou le 24) et débarquent à Tanger le 6 juillet, sous le commandement direct du roi. La moitié environ des troupes n'est pas portugaise.

#### Début de l'expédition

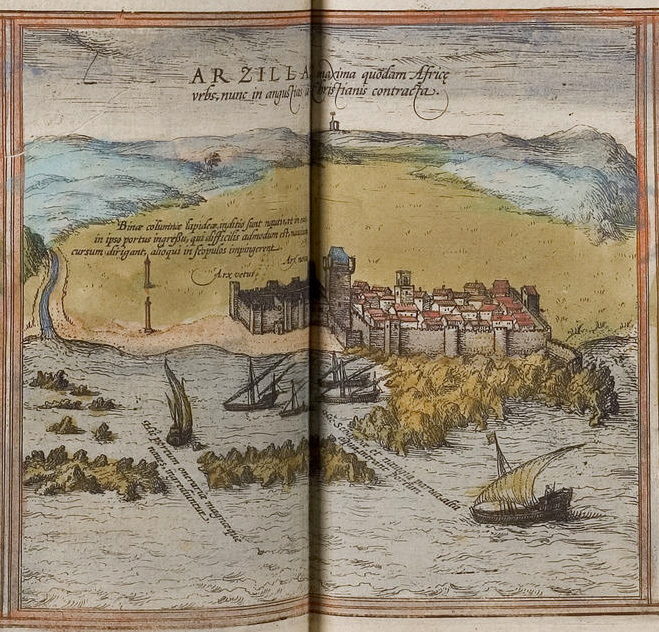
Le port d'Arzila en 1572.

Trois jours après Tanger, les troupes s'embarquent pour Arzila, où elles attendent encore douze jours les fournitures de l'expédition. Durant cette attente, un affrontement a lieu avec un petit corps envoyé en reconnaissance par Abd al-Malik, promptement repoussé par l'armée portugaise et ses alliés. Sébastien est trompé par ce léger succès, au point de mépriser les avertissements que lui fait Abd al-Malik le 22 juillet. Celui-ci lui envoie par lettre des remarques, notamment sur le fait que le roi de Portugal soutient celui qui a assiégé Mazagan, et y a massacré des chrétiens ; malgré les promesses de Mulay Muhammad, ce dernier n'a aucun territoire sous son autorité alors qu'Abd al-Malik peut proposer, en échange de la paix, de donner certains territoires et villes (sauf les plus importantes) au protégé du Portugal. Sébastien voit cette missive comme une preuve de la terreur que ses troupes susciteraient chez l'ennemi,, et convoque aussitôt un conseil de guerre pour décider de la conduite à tenir.

Trois options sont examinées lors de ce conseil : transporter par bateau la troupe et débarquer à Larache pour prendre la ville, conduire la troupe le long de la côte sans perdre de vue la flotte, passer par l'intérieur des terres afin d'abréger le trajet et de rencontrer l'ennemi directement. La dernière proposition est celle que retient le roi, malgré les recommandations du comte de Vimioso (pt), qui recommande la prise rapide de Larache, afin d'y avoir un havre qui rendrait plus simple toute autre opération,. Mais Sébastien souhaite partir au plus court, directement sur l'armée ennemie, prendre au besoin Alcácer-Quibir et ensuite se rabattre sur Larache. La flotte a pour ordre de rejoindre directement Larache par la mer. Ne prenant que  quelques jours de vivres, l'armée terrestre quitte Arzila le 29 juillet, et, après un détour pour se ravitailler en eau, progresse désormais difficilement dans le territoire africain, en butte à la chaleur et aux harcèlements des troupes autochtones. Il est rapidement décidé de rentrer sur Arzila, mais la flotte a déjà quitté ce point, et ne peut donc les secourir : Sébastien ordonne le 2 août de reprendre la marche en avant, suivant l'Oued al-Makhazin, affluent du Loukkos, qui n'est pas encore à sec.
Pressés par la difficulté de traverser le Loukkos, les Portugais préfèrent franchir le Makhazin afin de s'affranchir des contraintes de la marée. Après ce franchissement, fait le 3 août, l'armée se trouve dans une position très favorable, couverte par le Makhazin et les différents bras du Loukkos. Deux choix s'offrent à eux : traverser à son tour le Loukkos, en direction d'Alcácer-Quibir, où se trouve l'armée d'Abd al-Malik, ou se diriger sur le gué en direction de Larache. Malgré les exhortations de Mulay Muhammad, qui se retrouve bientôt menacé directement par les favoris royaux, la troupe se dirige vers les forces ennemies, qui font de même : la confrontation se fait aux heures les plus chaudes de la journée, celles qui sont les moins favorables aux Européens.

#### Bataille

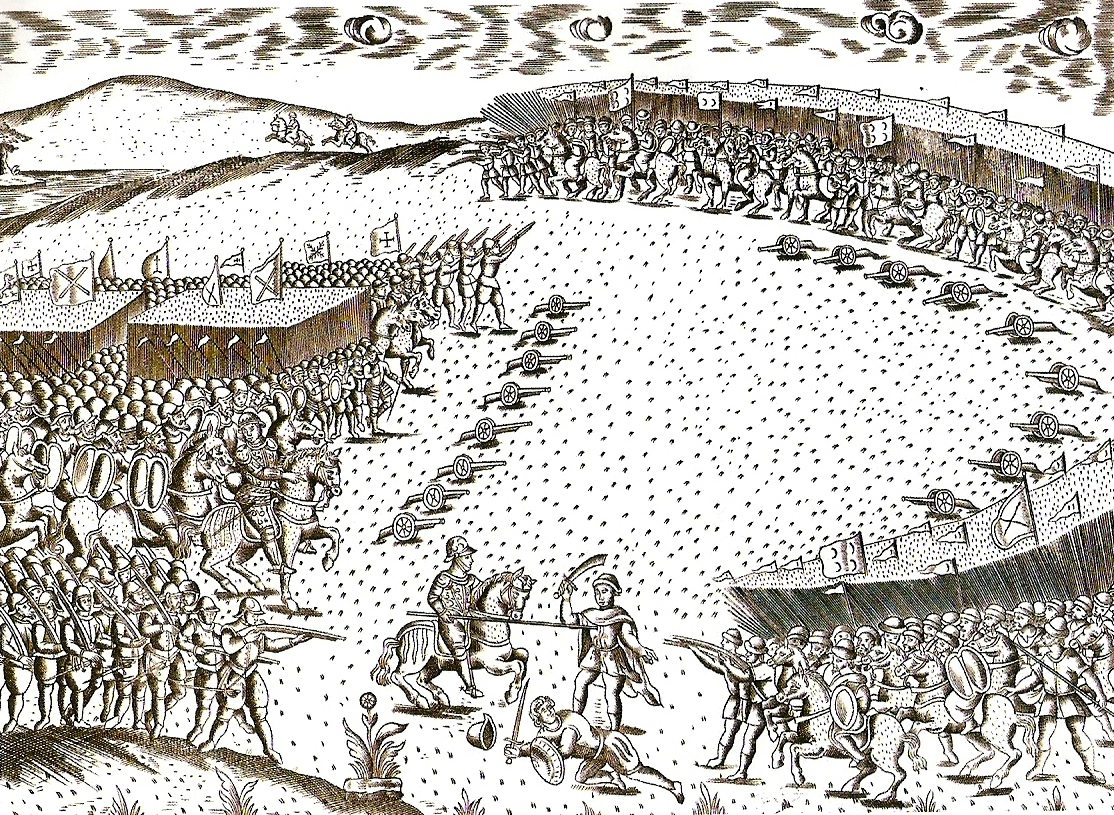
La bataille des Trois Rois, les troupes portugaises (à gauche) font face aux Maures (à droite).

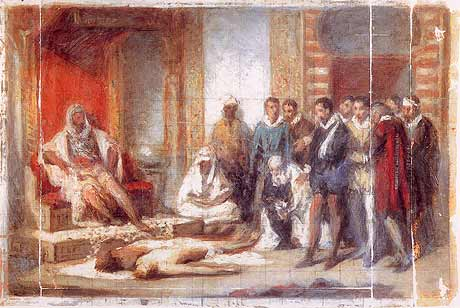
Reconnaissance du corps de Sébastien.

L'armée de Sébastien, outre les 15 000 fantassins qui avaient débarqué à Tanger, compte désormais plus de 2 000 cavaliers grâce aux fidèles de Mulay Muhammad, ainsi que trente-six canons. Toutefois, cette armée est composée essentiellement de troupes lourdement armées, alors qu'il aurait fallu pour combattre dans ces conditions des troupes bien plus légères. En face, l'armée d'Abd al-Malik est forte de plus de 14 000 fantassins et plus de 40 000 cavaliers, et accompagnée également de troupes irrégulières et d'une quarantaine de canons. De plus, les espions maures sont parfaitement au courant de la composition des troupes portugaises. Les Portugais ne connaissent pas la composition de l'armée adverse, ignorant totalement la présence de l'artillerie chez leurs adversaires.
Le matin du 4 août, c'est donc la bataille d'Alcácer-Quibir (Ksar El Kébir) : Sébastien fait défense à ses troupes d'attaquer sans son ordre, et monte à l'assaut avec l'avant-garde, laissant le reste de son armée sans chef pour la commander, ce qui le prive de la majeure partie de ses hommes. L'avant-garde étant très avancée dans le centre du dispositif d'Abd al-Malik, un cri de retraite se fait entendre, afin de refaire la jonction avec le gros des troupes royales, se changeant rapidement en débandade devant la charge des troupes maures. L'artillerie portugaise est rapidement réduite au silence, et prise par l'ennemi. La bataille se change en mêlée, et Sébastien, qui a refusé la proposition de sauver sa personne en retournant à Arzila ou Tanger finit par être tué. Environ 7 000 autres combattants portugais suivent son exemple, le reste étant fait prisonnier, et moins d'une centaine de Portugais peuvent rentrer à Lisbonne. Abd al-Malik meurt durant la bataille, tout comme Mulay Muhammad qui se noie dans l'oued Makhazin en s'enfuyant.
L'aventure cause donc la plus désastreuse défaite de l'histoire du Portugal, ainsi qu'un coût d'un million de cruzades, soit environ la moitié des recettes annuelles de la couronne portugaise. Parmi les prisonniers et les morts se trouve la quasi-totalité de l'élite gouvernante et militaire, tuée ou retenue en otage pendant de longues années, dont son cousin Antoine, grand-prieur de Crato. Les restes du roi de Portugal sont préservés par le successeur d'Abd al-Malik, Ahmed al-Mansour, qui fait reconnaitre par les prisonniers la dépouille royale. Le corps est d'abord enseveli le 7 août à Alcácer-Quibir, tandis que des cérémonies mortuaires sont organisées à Lisbonne,. En décembre 1578, les restes royaux sont déterrés et transportés à Ceuta, pour être réenterrés à l'église des Trinitaires. Enfin, ils sont exhumés en novembre 1582 pour être rapportés au Portugal sur ordre de Philippe II et transférés au monastère des Hiéronymites de Bélem, en compagnie des infants de Manuel Ier et Jean III, dont les corps sont acheminés jusqu'à Bélem depuis Évora, escortant le cortège funèbre,.

## Succession problématique
Entre le 12 et le 27 août, les nouvelles du désastre arrivent peu à peu à Lisbonne. Une censure officielle est rapidement mise en place, n'évitant toutefois pas la diffusion des rumeurs les plus alarmistes. Les gouverneurs assurant la régence durant l'expédition font appel à Henri, l'oncle de Sébastien, puis annoncent la déroute le 22. Le 27, le représentant des prisonniers encore tenus par les Maures fait connaître à la cour les détails de la mort du roi, et de la défaite de son armée. Henri prend alors la succession sous le nom d'Henri Ier, mais il meurt également sans descendant deux ans plus tard. Quatre prétendants se font alors connaître, tous faisant remonter leurs prétentions à Manuel Ier de Portugal, Jean III n'ayant plus d'héritiers vivants. Ranuce Ier Farnèse, est le fils de Marie, petite-fille de Manuel ; Catherine est l'autre petite-fille de Manuel, et mariée au duc de Bragance Jean Ier, parent de la maison de Portugal ; Philippe II est le petit-fils de Manuel par sa mère Isabelle et roi de l'Espagne voisine ; Antoine, grand prieur de Crato, est le petit-fils illégitime de Manuel,.
Le père de Ranuce, Alexandre Farnèse, gouverneur des Pays-Bas espagnols, revendique les droits de son fils à la couronne, mais finit par y renoncer. Malgré les revendications de Catherine et de son mari, ces derniers n'obtiennent pas de soutien réel, et c'est Antoine, qui a le soutien du peuple et de l'Église, qui est proclamé roi à Santarém ; Henri de France et Élisabeth d'Angleterre lui apportent également leur soutien. Mais l'Espagnol Philippe II fait entrer une armée aux ordres du duc d’Albe au Portugal, armée qui atteint Lisbonne. Antoine est défait à la bataille d'Alcántara le 25 août 1580 et contraint à l'exil en France : le royaume est conquis, l'Union ibérique faite. Le 26 juillet 1582, la flotte franco-portugaise menée par Philippe Strozzi est défaite dans les Açores à la bataille de Terceira, sonnant le glas du retour d'Antoine. Le duc de Bragance, se désistant de ses prétentions, est honoré de la charge de connétable de Portugal, fonction qu'il avait demandé en vain auparavant à Henri Ier, et du collier de la Toison d'or.

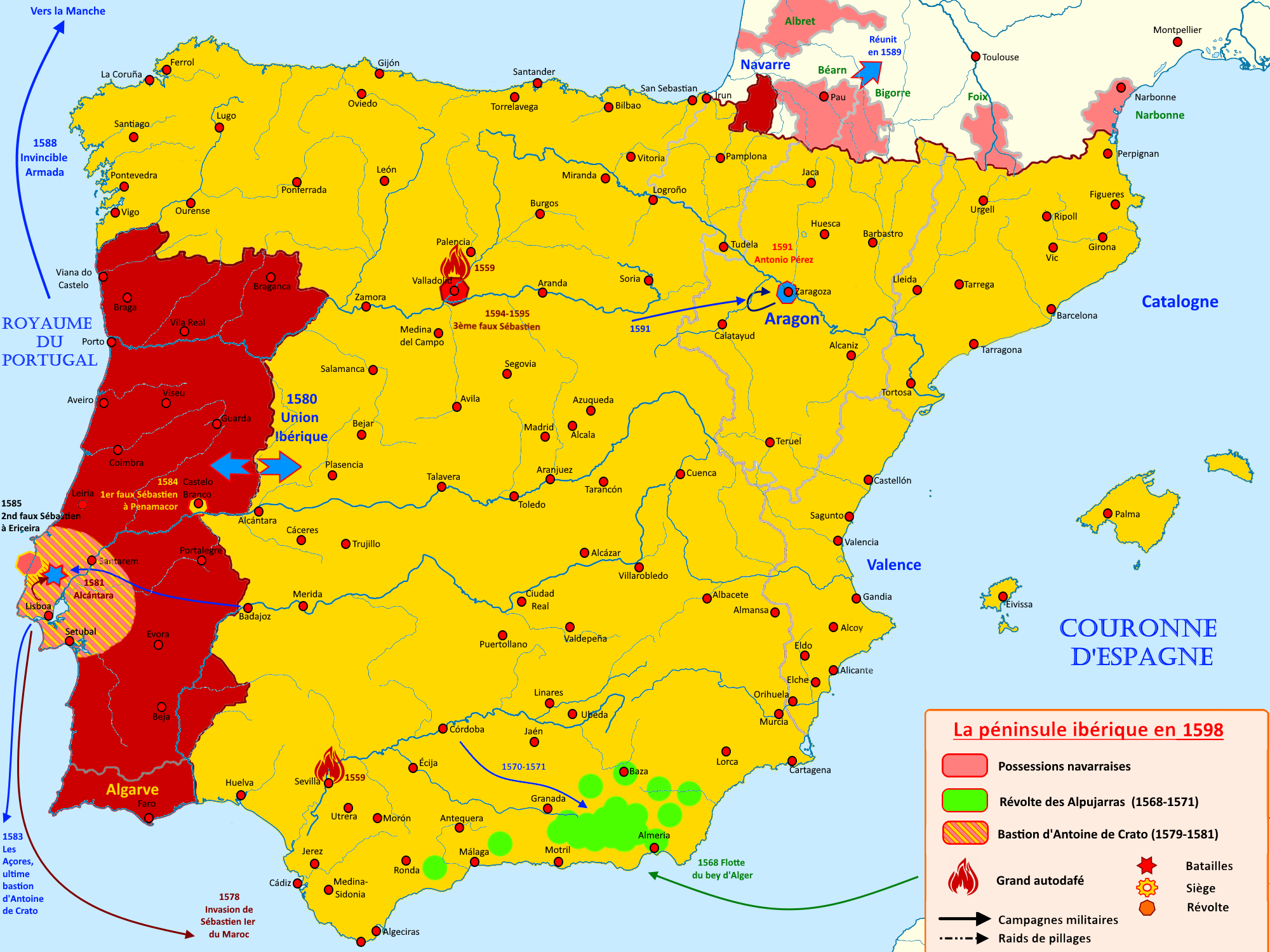
Carte de la péninsule ibérique en 1598.

## Les faux Sébastien

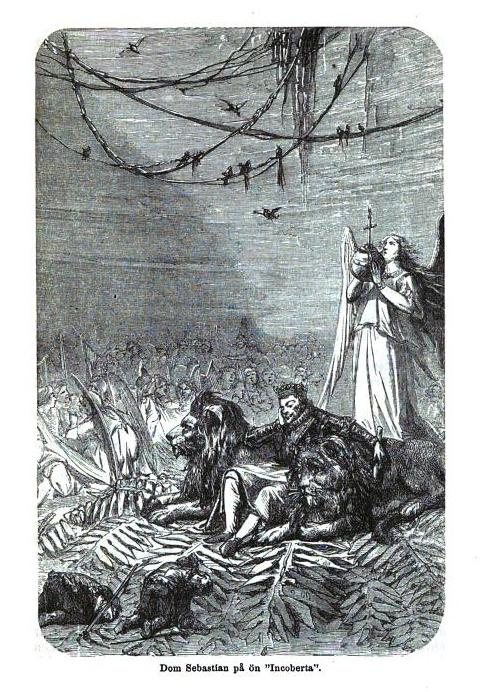
Sébastien sur l'île imaginaire d'Incoberta, attendant le moment du retour.

Les contradictions entre les récits sur la mort de Sébastien, ainsi que l'absence apparente de cadavre (qui ne reviendra au Portugal qu'après la conquête du pays par Philippe II), firent que beaucoup de Portugais estimèrent que le roi avait juste disparu,,, et qu'il avait échappé à la mort en compagnie de son favori Christovam de Tavora et de George de Lancastre (pt), duc d'Aveiro. Dès le retour de la flotte de Tanger en août 1578, une rumeur se répandit prétendant que le roi était en fait à son bord. On se référa alors au « roi dormant » qui reviendrait au Portugal en cas de difficulté pour sauver le royaume.
Les Portugais considéraient les Espagnols comme des envahisseurs, et nombre de manifestations hostiles eurent lieu pour résister à la domination étrangère. La réaction espagnole envers cette hostilité n'épargna pas les partisans de Philippe II, qui virent leurs services peu ou pas récompensés. Le roi n'accordait que des faveurs personnelles, mais refusait toute demande qui concernait la généralité : l'amnistie demandée après les luttes fratricides de la crise de succession fut acceptée mais comporta cinquante-deux exceptions, visant notamment le clergé qui avait apporté un fort soutien à Antoine. Les courtisans espagnols étaient encore plus extrêmes, soutenant que l'université de Coimbra devait être fermée, afin que ses étudiants viennent étudier dans les universités espagnoles. De son côté, Jean de Bragance se plaignait des faibles récompenses qu'il avait reçues, alors qu'on lui avait promis le royaume du Brésil, la grande maîtrise perpétuelle de l'Ordre du Christ, et le mariage d'une de ses filles à l'infant Diego, et qu'on venait de lui retirer la connétablie. Après un an et demi passés à Lisbonne, Philippe II repartit le 11 février 1583 pour Madrid, non sans avoir convoqué les Cortes de Tomar : garantie de la conservation des lois portugaises, indépendance vis-à-vis de l'Espagne (Philippe II gouvernant les deux royaumes par une union personnelle), et reconnaissance de l'infant Philippe comme héritier de la couronne portugaise. En son absence, le gouvernement était remis dans les mains du cardinal Albert, assisté de l'évêque de Lisbonne, de Pedro de Alcáçova et de Miguel de Moura (pt), mais cette forme de gouvernement n'offrit pas plus de libéralités au peuple portugais. Pendant la période qui suivit, plusieurs personnes prétendirent être le roi Sébastien, et reçurent un soutien important de la part des Portugais, largement dû au sentiment nationaliste.
Quatre prétendants se firent donc connaître entre 1584 et 1598 :
- le premier était un fils de paysan du pays d'Alcobaça ; il s'établit à Penamacor en 1584 et y forma une petite cour, jusqu'à son arrestation. Condamné aux galères, il s'échappa lors du désastre de l'Invincible Armada et finit ses jours à Paris ;
- le second prétendant, fils d'un ouvrier de l'île de Terceira, s'établit en ermite près d'Ericeira. En 1585, il y organisa une armée assez importante au point de revendiquer ses droits à la couronne et de promettre la fin de l'occupation espagnole. Défait par les troupes fidèles au gouvernement de Lisbonne, il fut jugé coupable, tout comme ses principaux partisans, pendu et démembré ; s'ensuivit une répression féroce auprès de ses soutiens dans la population ;
- le troisième prétendant fut arrêté en Espagne, à Valladolid en 1594. S'étant établi à Madrigal comme pâtissier, il complota pour faire sortir Dona Anna, la fille naturelle de Juan d'Autriche, de son couvent de Madrigal (avec le soutien du confesseur de celle-ci), sans doute pour l'épouser. Peu enclin à expliquer ses projets devant la justice, il fut tout de même pendu en 1595 ;
- le quatrième et dernier prétendant important fut un Italien de Calabre, il apparut à Venise en 1598, et fut mis en prison sur les plaintes de l'ambassadeur d'Espagne auprès de la Sérénissime. Malgré une apparente ressemblance physique[72], et l'appui de la diaspora portugaise, ce Sébastien fut chassé des terres de la république de Venise. Il tenta de quitter l'Italie vers la France, avec l'aide de ses partisans[73], mais fut livré à l'Espagne par le duc de Florence dont il traversait le territoire. Il fut ensuite envoyé à Naples, y avoua son imposture, et fut condamné aux galères, puis à nouveau emprisonné au château de Sanlúcar pour avoir tenté de s'évader, et y fut pendu finalement avec certains de ses complices en 1603, après avoir été jugé une troisième fois.

Au XIXe siècle encore, des paysans « sébastianistes » du Brésil croyaient que le roi Sébastien viendrait les libérer de l'« athée » république du Brésil.

## Titre complet
Roi de Portugal et des Algarves, de chaque côté de la mer en Afrique, duc de Guinée et de la conquête, de la navigation et du commerce d'Éthiopie, d'Arabie, de Perse et d'Inde par la grâce de dieu.

## Dans la culture
Le roi Sébastien et son expédition servit notamment d'inspiration pour :
- la pièce Don Sébastien de Portugal de Paul Foucher, fiction historique de 1838 ;
- le grand opéra Dom Sébastien, roi de Portugal, antépénultième opéra de Gaetano Donizetti créé en 1843, sur un livret d'Eugène Scribe basé sur la pièce de Foucher.

## Annexe